# John Roy Whinnery
John Roy Whinnery (* 26. Juli 1916 in Read, Colorado; † 1. Februar 2009 in Walnut Creek, Kalifornien) war ein US-amerikanischer Elektroingenieur.

## Leben
Whinnery studierte Elektrotechnik an der University of California in Berkeley. Seine Familie konnte ihm das Studium während der Großen Depression nicht finanzieren, mehrere seiner College-Lehrer sammelten aber Geld, um ihm den Besuch von Berkeley zu ermöglichen. Er beendete 1937 seit Studium mit dem Bachelor-Abschluss, wobei er die University Medal gewann. 1948 wurde er dort promoviert. Im Zweiten Weltkrieg arbeitete er an Mikrowellentechnologie und Radar bei General Electric. Ab 1946 war er Lecturer und ab 1952 Professor in Berkeley, wo er von 1952 bis 1956 das Forschungslabor für Elektronik leitete und von 1956 bis 1959 Vorstand der Fakultät für Elektrotechnik war. Von 1959 bis 1963 war er Dekan der Ingenieursfakultät. Er wurde 1980 University Professor in Berkeley. 1987 ging er in den Ruhestand.
Daneben leitete er 1951/52 die Forschung in Mikrowellen-Röhren bei Hughes Aircraft und 1963/64 forschte er nach Entdeckung des Lasers auf diesem Gebiet an den Bell Laboratories. 1959 war er als Guggenheim Fellow an der ETH Zürich und Gastprofessor an der University of California, Santa Cruz, und in Stanford. Neben Mikrowellentechnologie (Diskontinuitäten in Wellenleitern, Verstärker (Trioden), Wanderfeldröhren wie der Backward Wave Amplifier) befasste er sich später mit Lasern, unter anderem mit ultrakurzen Laserpulsen.
Während des Apollo-Programms war er im Science and Technology Committee on Manned Space Flight der NASA.
John Whinnery war seit 1944 verheiratet und hatte drei Töchter.

## Auszeichnungen und Ehrungen (Auswahl)
- 1952: Guggenheim-Stipendium
- 1985: IEEE Medal of Honor
- 1992: National Medal of Science
- 1997: Okawa Prize

## Mitgliedschaften (Auswahl)
- seit 1952: Mitglied des Institute of Electrical and Electronics Engineers
- seit 1965: National Academy of Engineering
- seit 1978: Optical Society of America
- seit 1980: American Academy of Arts and Sciences
- seit 1972: National Academy of Sciences
- seit 1988: Life member der American Association for the Advancement of Sciences

## Schriften
- mit Simon Ramo: Field and Waves in Modern Radio, 1944, Neuauflagen als Fields and Waves in Communication Electronics